# Gonatotrichus silhouettensis
Gonatotrichus silhouettensis är en mångfotingart som först beskrevs av Jean-Paul Mauriès 1980.  Gonatotrichus silhouettensis ingår i släktet Gonatotrichus och familjen Siphonophoridae. Inga underarter finns listade i Catalogue of Life.